# 중간관박쥐
중간관박쥐(Rhinolophus affinis)는 관박쥐과에 속하는 박쥐의 일종이다. 남아시아의 대부분의 지역과 중국 남부와 중부, 동남아시아에 아주 널리 분포한다. 알려진 주요 위협 요인없이 흔하게 발견되기 때문에 국제 자연 보전 연맹(IUCN)이 "관심대상종"으로 분류하고 있다.

## 분포 및 서식지
중간관박쥐는 방글라데시와 부탄, 브루나이, 중국, 인도, 인도네시아, 말레이시아, 미얀마, 네팔, 태국, 베트남에서 발견된다.